# جون كاسبر (سياسي)
جون كاسبر هو صحفي وسياسي أمريكي، ولد في 1929، وتوفي في 1998. نشط حزبياً في National States' Rights Party ‏ وكو كلوكس كلان.